# Смоленський обласний театр ляльок імені Д. М. Светильникова
Смоле́нський обласни́й теа́тр ляльо́к і́мені Д. М. Свети́льникова (рос. Смоленский областной театр кукол имени Д. Н. Светильникова) — обласний ляльковий театр у обласному центрі Росії місті Смоленську.

## Загальні дані
Смоленський обласний театр ляльок імені Д. М. Светильникова міститься в стаціонарній будівлі (збудована 1954 року) за адресою:
вул. Дзержинського, буд. 15-а, м. Смоленськ—214000 (Росія).
Директор закладу — Бабін Юрій Никонорович, головний режисер-художній керівник — Савін Віктор Іванович, головний художник — Долгіна Світлана Арсенієвна.

## З історії театру[3]
Ляльковий театр у Смоленську створений у 1937 році режисером Д. Светильниковим. Відкрився заклад прем'єрною виставою «Наш цирк». 
У 1938—41 роках працював при Смоленському театрі імені Ленінського комсомолу.
У вересні 1944 року отримав статус самостійного професіонального театру. Створений наново творчий колектив очолив режисер Н. Чернов. 
У 1955 році смоленські лялькарі поставили перший спектакль для дорослих — «Король-олень» за Карло Гоцці. 
У період 1955—71 років театром керував Д. Светильников, згодом — А. Балабанов, Л. Нейлау, В. Золотарьов, В. Чебоксаров, А. Циганков. Від 1984 року головним режисером (художнім керівником) Смоленського обласного театру ляльок став В. Савін. 
У 2006 році театрові присвоєно ім'я його засновника Дмитра Миколайовича Светильникова, відтак заклад дістав сучасну назву — Смоленський обласний театр ляльок імені Д. М. Светильникова.

## Репертуар
У чинному (2-а пол. 1990—2000-і роки) репертуарі Смоленського обласного театру ляльок імені Д. М. Светильникова постановки за літературними казками, як класичними, так і сучасними (див. перелік, в дужках автори, через кому рік прем'єрного показу): 
- «Поросенок Чок» (Туровер М., Мірсаков Я.), листопад 1995 року;
- «Машенька и медведь» (Ландау Г.), березень 1996 року;
- «Бука (Веселые игры)» (Супонін М.), квітень 1997 року;
- «Сказка о черепашке (Черепашка)» (Оралова Н.), жовтень 1997 року;
- «Золушка» (Ш. Перро), березень 1998 року;
- «Три поросенка» (Михалков С.), травень 1998 року;
- «Гусёнок» (Гернет Н., Гуревич Т.), травень 1999 року;
- «Кошкин дом» (Маршак С.), грудень 1999 року;
- «Две царицы» (Синакевич В.), лютий 2001 року;
- «Тук-тук, кто там ?» (Бартенєв М.), вересень 2001 року;
- «Лисенок-плут» (Павловскіс В.), травень 2002 року;
- «Жираф и носорог» (Гюнтер Х.), грудень 2002 року;
- «Приключения новогоднего бубенчика» (Зикова Є.), грудень 2002 року;
- «С Новым годом, обезьяна !» (Зикова Є.), грудень 2003 року.

## Виноски
1. ↑  Смоленський обласний театр ляльок імені Д. М. Светильникова [Архівовано 2007-12-17 у Wayback Machine.] на www.theatreinform.ru Інформаційна база даних «Театри Росії» [Архівовано 2010-04-30 у Wayback Machine.]
2. ↑  Смоленський обласний театр ляльок імені Д. М. Светильникова (Персонал, список) [Архівовано 2007-12-19 у Wayback Machine.] // Смоленський обласний театр ляльок імені Д. М. Светильникова [Архівовано 2007-12-17 у Wayback Machine.] на www.theatreinform.ru Інформаційна база даних «Театри Росії» [Архівовано 2010-04-30 у Wayback Machine.] (рос.)
3. ↑  Смоленський обласний театр ляльок імені Д. М. Светильникова[недоступне посилання з травня 2019] на Енциклопедія «Театральная Россия» (електронна версія) [Архівовано 12 червня 2010 у Wayback Machine.] (рос.)
4. ↑  Смоленський обласний театр ляльок імені Д. М. Светильникова (Репертуар) [Архівовано 17 грудня 2007 у Wayback Machine.] // Смоленський обласний театр ляльок імені Д. М. Светильникова [Архівовано 17 грудня 2007 у Wayback Machine.] на www.theatreinform.ru Інформаційна база даних «Театри Росії» [Архівовано 30 квітня 2010 у Wayback Machine.] (рос.)